# Championnats du monde de descente de canoë-kayak 1979
Navigation
Championnats du monde de descente 1977 Championnats du monde de descente 1981
Les 11e championnats du monde de descente en canoë-kayak de 1979 se sont tenus à Desbiens au Canada, sous l'égide de la Fédération internationale de canoë.

## Podiums

### K1
| Rang               | Athlète           | Pays        | Temps |
| ------------------ | ----------------- | ----------- | ----- |
| Médaille d'or      | Jean-Pierre Burny | Belgique    |       |
| Médaille d'argent  | Robert Campbell   | Royaume-Uni |       |
| Médaille de bronze | Claude Bénézit    | France      |       |

| Rang               | Athlète                                            | Pays                 | Temps |
| ------------------ | -------------------------------------------------- | -------------------- | ----- |
| Médaille d'or      | Degenhard Pfeiffer Konrad Hollerieth Jörg Winfried | Allemagne de l'Ouest |       |
| Médaille d'argent  | Jean-Marc Dauge Henry Estanguet Claude Bénézit     | France               |       |
| Médaille de bronze | Bob Campbell Dave Taylor Jeremy Hibble             | Royaume-Uni          |       |

| Rang               | Athlète            | Pays                 | Temps |
| ------------------ | ------------------ | -------------------- | ----- |
| Médaille d'or      | Dominique Gardette | France               |       |
| Médaille d'argent  | Gisela Steigerwald | Allemagne de l'Ouest |       |
| Médaille de bronze | Renate Prijon      | Allemagne de l'Ouest |       |

| Rang               | Athlète                                    | Pays                 | Temps |
| ------------------ | ------------------------------------------ | -------------------- | ----- |
| Médaille d'or      | Cathy Hearn Carol Fisher Leslie Klein      | États-Unis           |       |
| Médaille d'argent  | Ulrike Deppe Gisela Grothaus Renate Prijon | Allemagne de l'Ouest |       |
| Médaille de bronze | Hillary Peacock Jill Adams Susan Hornsby   | Royaume-Uni          |       |

### C1
| Rang               | Athlète         | Pays   | Temps |
| ------------------ | --------------- | ------ | ----- |
| Médaille d'or      | Jean-Luc Verger | France |       |
| Médaille d'argent  | Gilles Zok      | France |       |
| Médaille de bronze | Paul René       | Suisse |       |

| Rang               | Athlète                                    | Pays                 | Temps |
| ------------------ | ------------------------------------------ | -------------------- | ----- |
| Médaille d'or      | François Bonnet Gilles Zok Jean-Luc Verger | France               |       |
| Médaille d'argent  | Chuck Lyda Kent Ford John Evans            | États-Unis           |       |
| Médaille de bronze | Klaus Ernst Ernst Libuda Rainer Pioch      | Allemagne de l'Ouest |       |

### C2
| Rang               | Athlète                           | Pays   | Temps |
| ------------------ | --------------------------------- | ------ | ----- |
| Médaille d'or      | Michel Doux Patrick Bunichon      | France |       |
| Médaille de bronze | Daniel Jacquet Jean-Jacques Hayne | France |       |
| Médaille d'argent  | Peter Probst Hardy Künzli         | Suisse |       |

| Rang               | Athlète                                                 | Pays                 | Temps |
| ------------------ | ------------------------------------------------------- | -------------------- | ----- |
| Médaille d'or      | Doux / Bunichon Hayne / Jacquet Feuillette / Madore     | France               |       |
| Médaille d'argent  | Schmidt / Roock Schumacher / Runo Gefeller / Berngruber | Allemagne de l'Ouest |       |
| Médaille de bronze | Wyss / Wyss Zimmermann / Fürst Künzli / Probst          | Suisse               |       |

## Tableau des médailles
| Rang  | Nation               | Or | Argent | Bronze | Total |
| ----- | -------------------- | -- | ------ | ------ | ----- |
| 1     | France               | 5  | 2      | 2      | 9     |
| 2     | Allemagne de l'Ouest | 1  | 3      | 2      | 6     |
| 3     | États-Unis           | 1  | 1      | 0      | 2     |
| 4     | Belgique             | 1  | 0      | 0      | 1     |
| 5     | Royaume-Uni          | 0  | 1      | 2      | 3     |
| -     | Suisse               | 0  | 1      | 2      | 3     |
| Total | Total                | 8  | 8      | 8      | 24    |